# Octonoba yaeyamensis
Octonoba yaeyamensis is een spinnensoort in de taxonomische indeling van de wielwebkaardespinnen (Uloboridae).
Het dier behoort tot het geslacht Octonoba. De wetenschappelijke naam van de soort werd voor het eerst geldig gepubliceerd in 1981 door Hajime Yoshida.